# Voo Air Inter 148
O Voo Air Inter 148 foi um voo regular de passageiros do Aeroporto de Lyon-Saint-Exupéry para o Aeroporto de Estrasburgo-Entzheim, na França. Em 20 de janeiro de 1992, a aeronave que operava o voo, um Airbus A320, caiu nas montanhas Vosgos, enquanto que aguardava para pousar no aeroporto de Estrasburgo. 87 das 96 pessoas a bordo foram mortas, enquanto as nove restantes ficaram todas feridas.

## Aeronave
A aeronave, um Airbus A320-111, prefixo F-GGED, número de série 15, voou pela primeira vez em 4 de novembro de 1988 e foi entregue à Air Inter em 22 de dezembro de 1988. No momento do acidente, a aeronave havia acumulado um total de 6 316 horas de voo.

## Acidente
O voo 148, comandado pelo capitão Christian Hecquet, de 42 anos, e pelo primeiro oficial Joël Cherubin, de 37 anos, partiu do aeroporto de Satolas, em Lyon, França. Ao ser avisado para uma abordagem VOR/DME da pista 05 em Estrasburgo, colidiu às 19h20min33 HST nas montanhas a uma altitude de 2 620 pés (800 m).
O Bureau d'Enquêtes et d'Analyses pour la Sécurité de l'Aviation Civile (BEA) constatou que o voo 148 caiu porque os pilotos deixaram o piloto automático definido no modo de velocidade vertical em vez do modo de trajetória de voo e, em seguida, definida 33 para o ângulo de descida de 3,3°, resultando em uma alta taxa de descida de 3 300 pés (1 000 m) por minuto no solo.
Os pilotos não tinham aviso do impacto iminente porque a Air Inter não havia equipado sua aeronave com um sistema de alerta de proximidade ao solo (GPWS). Especula-se que isso ocorreu porque a Air Inter, enfrentando uma concorrência feroz dos trens de alta velocidade TGV da França, pode ter incentivado seus pilotos a voar rapidamente em nível baixo (até 350 nós (650 km / h; 400 mph) abaixo de 10 000 pés (3 000 m), enquanto outras companhias aéreas geralmente não excedem 250 nós (460 km / h; 290 mph), e os sistemas GPWS emitiram muitos avisos incômodos.[carece de fontes?]
O acidente ocorreu à noite, sob nuvens baixas e com neve fraca. A resposta de emergência foi lenta e os jornalistas foram os primeiros a encontrar o local do acidente quatro horas depois.

## Consequências

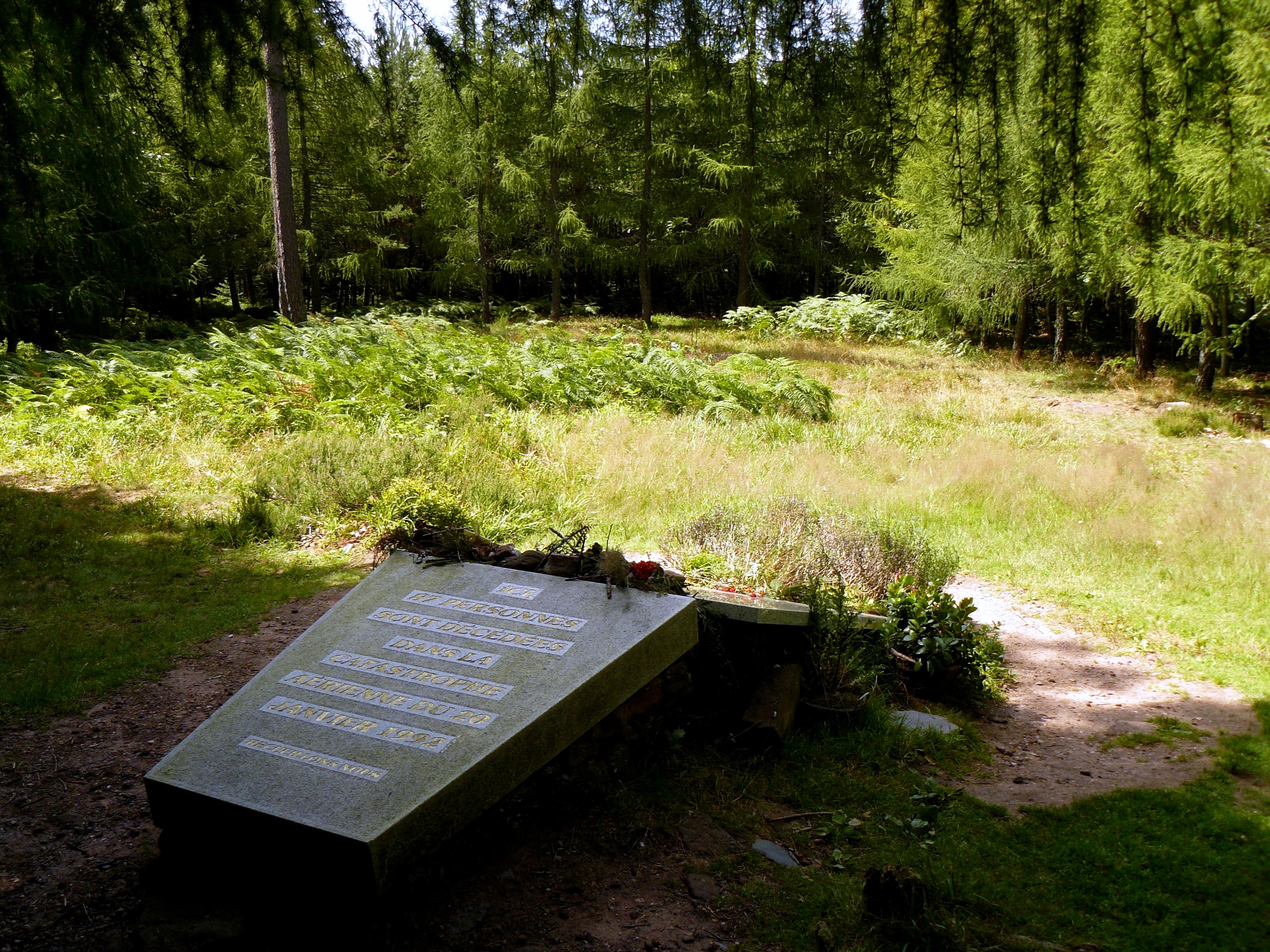
O local do acidente do voo 148 com uma placa de memorial

Os investigadores de acidentes recomendaram 35 alterações em seu relatório.  A Airbus modificou a interface do piloto automático para que uma configuração de velocidade vertical fosse exibida como um número de quatro dígitos, evitando confusão com o modo ângulo da trajetória de voo. O gravador de dados de voo foi atualizado para suportar temperaturas mais altas e por mais tempo. O relatório também recomendou que o treinamento de pilotos para o A320 fosse aprimorado e que sistemas de aviso de proximidade do solo fossem instalados neles. A Air Inter equipou suas aeronaves com sistemas de aviso de proximidade do solo antes da conclusão da investigação.

## Dramatização
A história do desastre foi apresentada na nona temporada do programa de televisão Cineflix Mayday no episódio intitulado "The Final Blow" ("Fora de Curso" no Brasil).